# جین مارچ
جین مارچ (انگلیسی: Jane March؛ زادهٔ ۲۰ مارس ۱۹۷۳) یک هنرپیشه اهل بریتانیا است. وی از سال ۱۹۹۲ میلادی تاکنون مشغول فعالیت بوده‌است.
از فیلم‌ها یا برنامه‌های تلویزیونی که وی در آن نقش داشته‌است می‌توان به عاشق، تارزان و شهر گمشده، رنگ شب و تاجر سنگ اشاره کرد.